# Bristol, Indiana
Bristol är en kommun (town) i Elkhart County i Indiana. Vid 2010 års folkräkning hade Bristol 1 602 invånare.